# Mike Love (Reggae-Musiker)

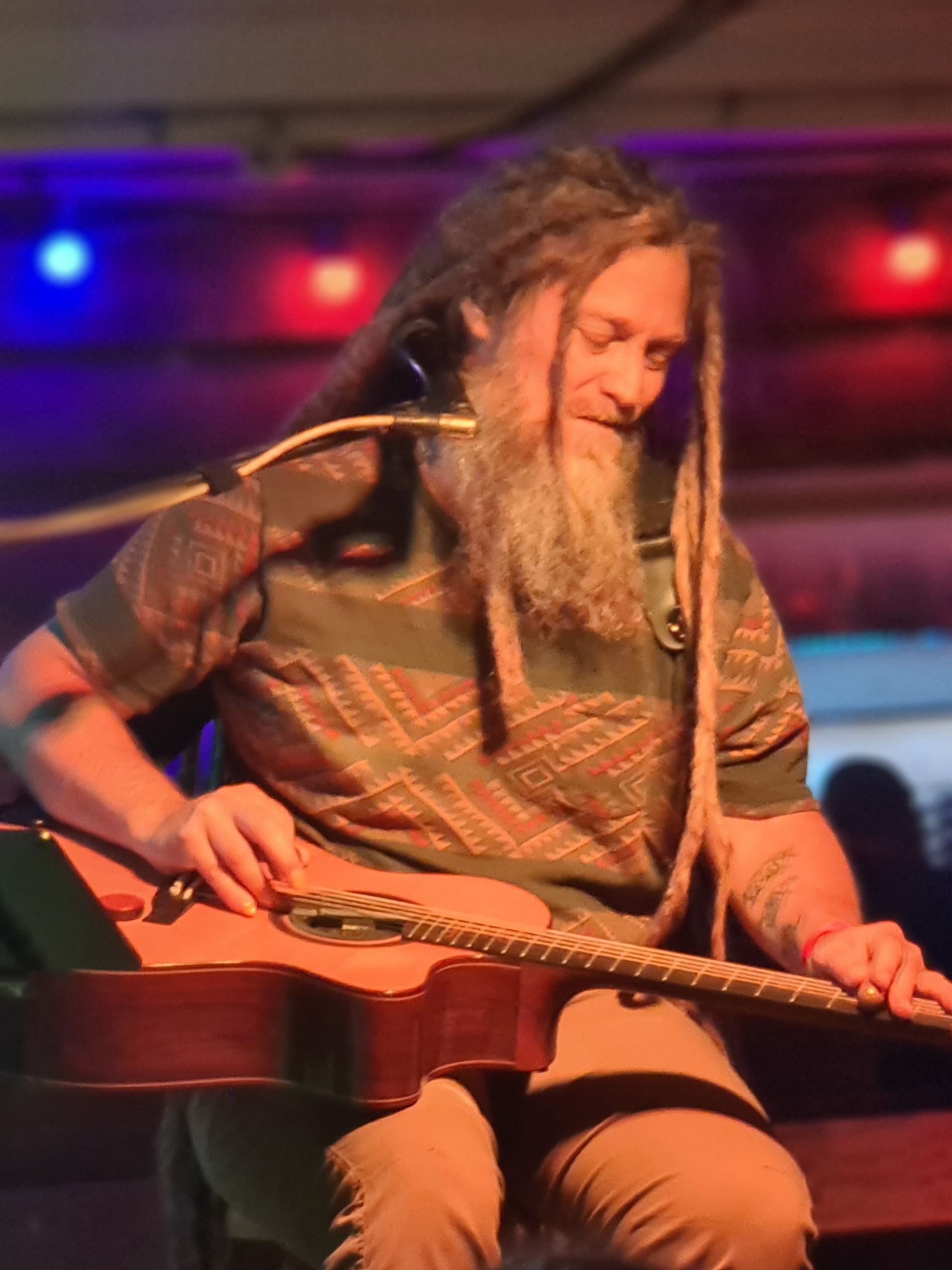
Reggae-Musiker Mike Love bei einem Solo-Auftritt (2023)

Mike Love ist ein US-amerikanischer Reggae-Musiker und Sänger aus Hawaii. Sein Album Jah Will Never Leave I Alone aus dem Jahr 2014 erreichte Platz 3 der Reggae-Charts von Billboard. Er beschreibt seinen Stil selbst als „revolutionäre Bewusstseinsmusik“.

## Biografie

### Frühes Leben
Geboren auf O'ahu, wuchs er im Kalama Valley auf und besuchte die Henry J. Kaiser High School (Hawaii)|Henry J. Kaiser High School.

### Karriere
Sein Debütalbum The Change I'm Seeking erschien 2012, gefolgt von Jah Will Never Leave I Alone (2014), Love Will Find A Way (2015) und der EP Love Overflowing im darauffolgenden Jahr.
Mike Love trat 2015 als Vorband für Xavier Rudd auf und sang am Ende der Show mit ihm zusammen. Einen Teil seines Erfolgs verdankt er seinem YouTube-Hit „Permanent Holiday“, der 2019 über 20 Millionen Aufrufe verzeichnete.
Love tourte international, u. a. auf den Philippinen (als Headliner des Malasimbo Music Festivals), in Neuseeland und Costa Rica. In den USA trat er 2019 u. a. beim Rise Up Music Festival, dem Rhode Island Reggae Festival und dem Bhakti Fest auf. Zudem sollte er beim California Roots Music and Arts Festival auftreten, das jedoch aufgrund der COVID-19-Pandemie abgesagt wurde.
Er spielt derzeit mit seiner Band „Mike Love and the Full Circle“. Er tourt außerdem seit 2018 Solo durch Europa. Dabei verwendet er diverse Effekte wie ein Looper-Pedal.
Love arbeitete mit Clinton Fearon an dessen Album History Say zusammen. Zudem engagiert er sich im Playing-for-Change-Projekt.
Die Alben von Love erscheinen unabhängig auf seinem eigenen Label „Love Not War Records“.